# Odette Bancilhon
Odette Bancilhon   (Moleson, 22 de setembre de 1908 - Alèst, 22 d'octubre de 1993) va ser una astrònoma francesa que va desenvolupar la seva carrera en l'Observatori d'Alger i posteriorment en l'Observatori d'Estrasburg.

## Biografia
A principi de la dècada de 1930 es trasllada a l'Observatori d'Alger. Allí treballaria com a astrònoma i realitzaria el descobriment d'un cometa. En els anys 40, va contreure matrimoni amb l'astrònom Alfred Schmitt.
El 1949 el seu marit es va traslladar a l'Observatori d'Estrasburg en guanyar la plaça com a astrònom, per la qual cosa ella el seguiria l'1 de gener de 1950. Posteriorment també el seguiria a la seva destinació en l'observatori de Quito, on romandria entre 1956 i 1958 com a astrònom ajudant. Es va retirar al juliol de 1964.
Signava les seves publicacions com O. Bancilhon i, després del seu matrimoni, de vegades com O. Schmitt-Bancilhon.

## Asteroides descoberts
El 1934 va descobrir l'asteroide (1333) Cevenola. El Minor Planet Center acredita el seu descobriment com O. Bancilhon.

## Epònims
L'asteroide (1713) Bancilhon descobert el 1951 va ser anomenat en el seu honor pel seu col·lega Louis Boyer.